# Прогрессивные (Латвия)
«Прогрессивные» («Прогрессисты», латыш. Progresīvie) — левоцентристская политическая партия в Латвии, основанная 25 февраля 2017 года. Отстаивает социал-демократические и зелёные идеи. С 14 сентября 2019 года партийными лидерами стали преподаватель Рижского университета им. Страдыня Антонина Ненашева и эколог Эдмундс Цепуритис. В настоящее время партия не занимает мест в Европейском парламенте, но располагает значительным представительством в Рижской Думе, а после парламентских выборов 2022 года — также 10 депутатами из 100 в Сейме.

## Идеология и цели
«Прогрессисты» заявили, что одна из их основных целей — внедрение скандинавской модели государства всеобщего благосостояния в Латвии (политическая программа партии даже называется «Поворот в сторону нордических стран»). Принципы партии включают внедрение прогрессивной налоговой системы, активную роль государства в экономике, защиту окружающей среды, борьбу с коррупцией и теневой экономикой, гендерное равенство и права ЛГБТ.

### Национальность и идентичность
Партия позиционирует себя как инклюзивная, выступающая против этнической сегрегации и дискриминации. Она желает отменить статус негражданина Латвии путём постепенного предоставления гражданства более 10 % населения страны, ныне его лишённого. В качестве первоначальной меры прогрессисты поддерживают политику автоматического предоставления латвийского гражданства любому ребенку, рожденному от постоянных жителей, независимо от того, есть ли оно у тех. Кроме того, они хотят немедленно предоставить избирательное право для участия в местных выборах всем постоянным жителям по достижении 16-летнего возраста. Партия выступает за двойное гражданство среди латвийской диаспоры. Она отстаивает дальнейшее государственное финансирование образования на латышском языке (а также 0 % НДС на книги, изданные на латышском языке) и предоставление бесплатных курсов латышского языка для возвращающихся мигрантов и лиц, ищущих убежища, но также и преподавание языков меньшинств в школах как формы культурного разнообразия.

### Внешняя политика
«Прогрессивные» придерживаются проевропейской идеологии и поддерживают членство Латвии в НАТО. При этом они выступают за армию ЕС и считают, что ЕС должен стать постоянным членом Совета Безопасности ООН, в то же время желая отменить право вето постоянных членов.
Осуждая «агрессивную политику правящего режима России», партия одновременно выражает стремление к улучшению отношений как с Россией, так и с Беларусью, что, по её мнению, могло бы произойти в результате «демократических процессов» в этих странах. Они не признают аннексию Крыма Российской Федерацией и призывают к расследованию нарушений прав человека в оккупированном Россией Крыму.

### Экономика
Прогрессисты настаивают на отказе от неолиберальной экономической политики и «жёсткой экономии» в пользу экономического интервенционизма и активного участия государства в национальной экономике. Они ратуют за диверсификацию торговли, направленную на снижение зависимости Латвии от российских грузов, а также за государственную поддержку тех малых и средних предприятий, стартапов и компаний, которые придерживаются высоких социальных и экологических критериев.

## История
Партия является преемником одноименной социал-демократической общественной организации (латыш. biedrība "Progresīvie"), основанной 26 марта 2011 года и возглавлявшейся Ансисом Добелисом. «Прогрессисты» участвовали в местных выборах 2017 года в четырех муниципалитетах. В двух из них, Айзпутском и Марупском краях, они получили места в местных советах.
«Прогрессивные» впервые участвовали в парламентских выборах в 2018 году. Накануне они отказались вступить в альянс с центристскими и праволиберальными партиями, который впоследствии сформировался под названием «Развитие/За!». Для «Прогрессивных» было принципиально не вступать в электоральную коалицию с этими силами, чтобы не размывать левый политический курс партии. «Прогрессисты» ввели уникальный для латвийской политики принцип гендерного паритета в своих бюллетенях; во главе всех избирательных списков они поставили женщин. Кандидатом на пост премьер-министра партия выдвинула своего тогдашнего председателя — политолога Робертса Путниса. С итоговым результатом 2,61 % голосов партия не завоевала ни одного места в Сейме, зато смогла получать государственное финансирование в объёме 15 000 евро в год за преодоление 2%-ного порога.
В 2019 году «Прогрессисты» участвовали в выборах в Европарламент. Они выступили под лозунгом «Больше Европы» на федералистской платформе, а основные предложения их программы касались социальной и зелёной политики. Хотя по опросам в марте они набирали 4,5 %, а в апреле 4,3 %, но в конечном итоге получили только 2,9 % голосов. После выборов 28 мая Робертс Путнис ушел с поста лидера партии. В том же году они также организовали акцию протеста перед посольством Турции в Риге против турецкого наступления на северо-восток Сирии (Сирийский Курдистан), а также пикеты против реформы трудового законодательства как ущемляющей права трудящихся и ослабляющей профсоюзы.
В начале 2020 года Рижская дума была распущена и были назначены внеочередные выборы, но из-за некоторых трудностей и пандемии COVID-19 они были отложены до 29 августа. На этих выборах «Прогрессивные» всё же вошли в единый избирательный список с либеральным союзом «Развитие/За!», утверждая, что идеологические разногласия не так важны на местном уровне, и подчеркивая важность смещения правящей коалиции СДП «Согласие»—«Честь служить Риге», замешанной в многочисленных коррупционных скандалах. Общий избирательный список победил на выборах, набрав 18 из 60 мест, девять из которых принадлежали к «Прогрессистам», а ещё 2 — связанным с ними независимым городским активистам. Член «Прогрессивных» Мартиньш Коссович возглавил общую фракцию городского совета «Развития/За!» и «Прогрессистов», Эдмунд Цепуритис стал председателем комитета по жилищным вопросам и окружающей среде, а Виестурс Клейнбергс — председателем комитета по социальным вопросам.

## Результаты выборов

### Сейм
| Выборы | Голоса | Лидер           | %           | Места     |
| ------ | ------ | --------------- | ----------- | --------- |
| 2018   | 22 078 | Роберт Путнис   | 2,63 (№ 10) | 0 из 100  |
| 2022   | 56 327 | Каспар Бришкенс | 6,16 (№ 7)  | 10 из 100 |

### Европейский парламент
| Выборы | Лидер      | Голоса | %          | Места  | +/- |
| ------ | ---------- | ------ | ---------- | ------ | --- |
| 2019   | Гунта Анча | 13 705 | 2,91 (№ 9) | 0 из 8 |     |

### Рижская дума
| Выборы | Лидер             | Голоса | %                                          | Места    | +/- |
| ------ | ----------------- | ------ | ------------------------------------------ | -------- | --- |
| 2020   | Мартиньш Коссович | 44 759 | 26,14 (№ 1)в коалиции с партиями Par! и LA | 11 из 60 |     |